# Сен, Самар
Самар Сен (бенг. সমর সেন, 10 октября 1916 — 23 августа 1987) — бенгальский левый поэт, журналист и переводчик, главный редактор влиятельного колкатского марксистского журнала «Фронтир» (англ. Frontier), запрещённого во время введённого Индирой Ганди чрезвычайного положения.